# Noaea major
Noaea major är en amarantväxtart som beskrevs av Aleksandr Andrejevitj Bunge. Noaea major ingår i släktet Noaea och familjen amarantväxter. Inga underarter finns listade i Catalogue of Life.